# Pałac w Chróstniku
Pałac w Chróstniku (niem. Schloss Brauchitschdorf) – zabytkowy pałac w Chróstniku.

## Historia
Pałac został zbudowany w miejscu istniejącego tam w XIV wieku zamku. Wybudowali go ówcześni właściciele – ród von Brauchitsch. Zamek został przebudowany na barokowy  pałac w latach 1723–1728 z polecenia pułkownika wojsk króla Polski Georga Karla von Haugwitza według projektu architekta Martina Frantza.
W 1909 do pałacu dobudowano oficynę i kuchnię – jeszcze dziś są dostrzegalne pozostałości dawnej fosy otaczającej pierwotnie zamek. W części północno-wschodniej pałacu fosa ta jest jeszcze dziś wypełniona wodą, z kolei w części południowo-zachodniej jej miejsce określa zagłębienie terenu.
Po wojnie do niezniszczonego obiektu wkroczyli Rosjanie i w pałacu urządzili szpital wojskowy. Na początku l. 50. podniszczony i ograbiony pałac przekazano Polakom i powstał w nim Centralny Ośrodek Szkolenia Kombajnistów Ministerstwa Rolnictwa. W l. 60. była tam Szkoła Rolnicza, a w l. 70. przeznaczono pałac na internat. Spłonął on we wrześniu 1976 r. Od tego czasu sukcesywnie rozkradano jego ocalałe z pożaru resztki. Później ruiny pałacu w Chróstniku zostały kupione od jego dotychczasowego posiadacza – Skarbu Państwa. Aktualny właściciel, którym jest Dariusz Miłek, rozpoczął w 2009 remont obiektu. Inwestycja szacowana jest na kilkanaście milionów złotych. Pałac pokryto sprowadzanymi z Niemiec łupkowymi dachówkami, a w parku posadzono 40-letniego tulipanowca z Belgii. Właściciel kupił również sąsiednie budynki szkoły rolniczej działającej w latach 1954–2011 za prawie 4,4 mln zł. Zostały one wyburzone. Kupione zostały także sąsiednie prywatne budynki mieszkalne.

## Architektura
Pałac w Chróstniku był budowlą wolnostojącą o założeniu barokowym. Bogata architektura pałacu opierała się na kompozycjach symetrycznych z dużą liczbą różnorakich detali oraz bogatym wystrojem kamieniarskim. Układ wnętrz w pałacu był w zasadzie korytarzowy z rozrzędem z holu położonego w centralnej części budynku. Na osi układu pałacu znajdowała się reprezentacyjne sale o ośmiu przęsłach krytych sklepieniem żaglastym i krzyżowym. Z sali balowej wychodziło się do ogrodu poprzez niezwykle rozbudowane tarasy i reprezentacyjne piaskowe schody. Wnętrze pałacu posiadało bardzo bogaty wystrój architektoniczny i dekoracje sztukaterskie. Sala reprezentacyjne na pierwszym piętrze zdobiły freski na suficie. W jadalni, w stropie znajdowały się platformy z malowidłem. Podjazd do pałacu przerzucono nad fosę, ujęty był malowaną balustradą i kamiennymi balkonowymi lateriami na słupach.
Fasada frontowa pałacu składała się z trzykondygnacyjnej partii centralnej, z kondygnacyjnych skrzydeł bocznych oraz z wysuniętych bocznych skrzydeł trójkondygnacyjnej ryzalitów zwieńczonych kamienną balustradą tarasów. Partię centralnej fasady podkreślono bardzo ozdobnym szczytem architektonicznym.
Główny portal wejść w wykonaniu koszowym, obramowany był ukośnie podstawionymi pilastrami, te zamiast głowni miały konsole podtrzymujące centralny taras pierwszego piętra. Wielkie boczne okno parteru zamykały łęki. Pełne wejście do pałacu ujęte było profilowanym portalem o łęku eliptycznym. Portal zwieńczony bogatym kartuszem wypełnia pole odcinkowego tympanonu w poziomie okapu. Boczne prostokątne okna udekorowana fantazyjnie wygiętymi obdeszyńcami.
Trzecia kondygnacja partii centralnej, posiadała centralny środkowy otwór okienny w formie elipsy. Środkowa oś partii centralnej wyraźnie odróżniała się od innych części pałacu. Posiadała odmienne otwory, detale architektoniczne, skrzydła boczne były o wiele skromniejsze.
Fasada parkowa pałacu także była symetryczna z głównego dwukondygnacyjnego korpusu wysunięta była tutaj trzykondygnacyjna część środkowa. Ta zwieńczona była na szczycie podobnie jak fasada główna. Formy architektoniczne i dekoracyjne rzeźb fasady ogrodowej fasad bocznych powtarzały na ogół motyw fasady głównej. Zamiast tarasu na pierwszym piętrze znajdował się balkon zwieńczający bogaty portal. Symetrię tarasu podkreślały balustrady oraz rzeźby tarasów i schodów prowadzących do parku.
Mansardowy, ceramiczny dach pałacu zdobiły podczaszowe nadbudówki na osiach fasad, oryginalne w kształcie kominy zwieńczone były gzymsami.

## Galeria

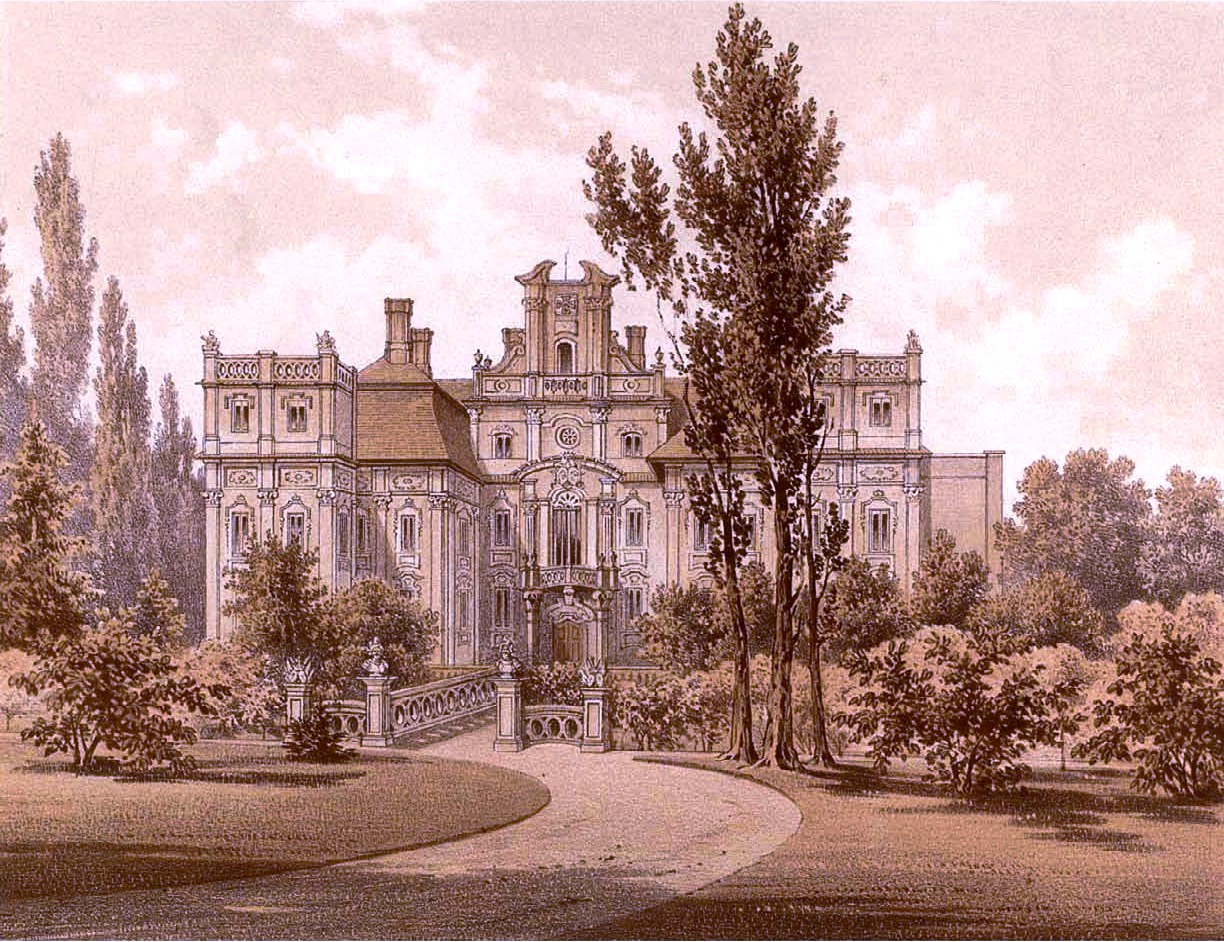
Litografia przedstawiająca pałac z XIX wieku
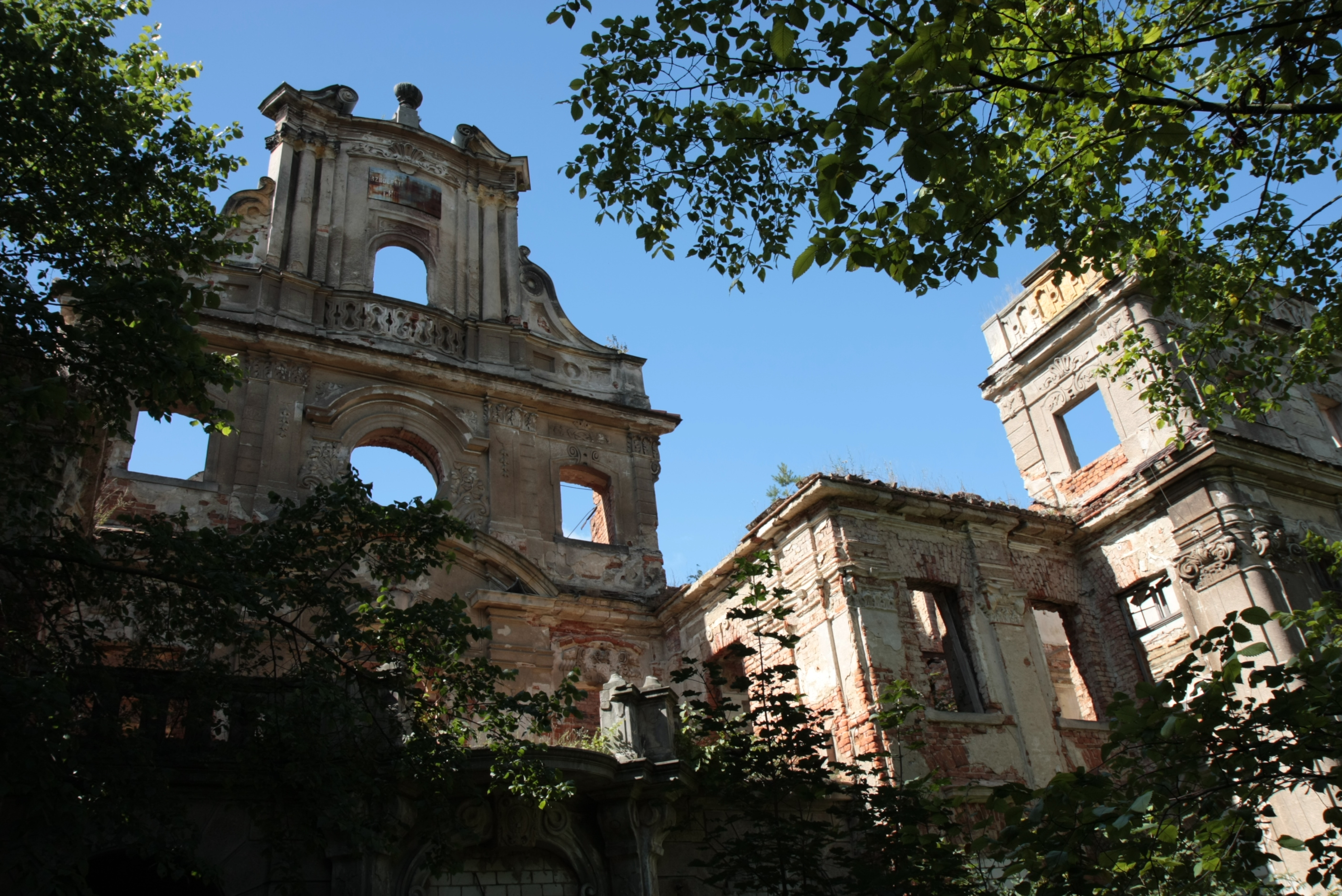
Fasada pałacu od strony wschodniej w 2008 roku
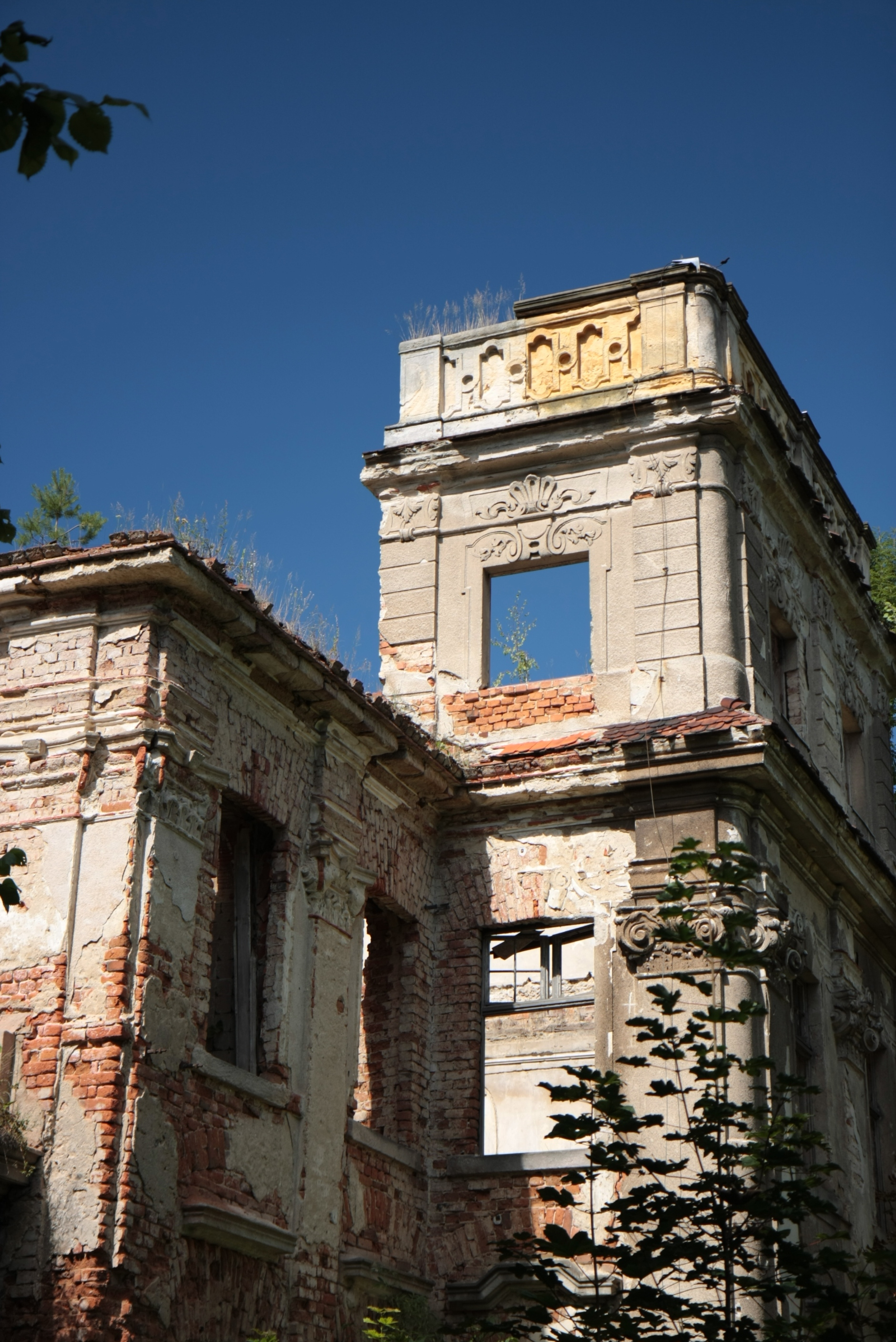
Fragment zrujnowanego pałacu od strony wschodniej w 2008 roku
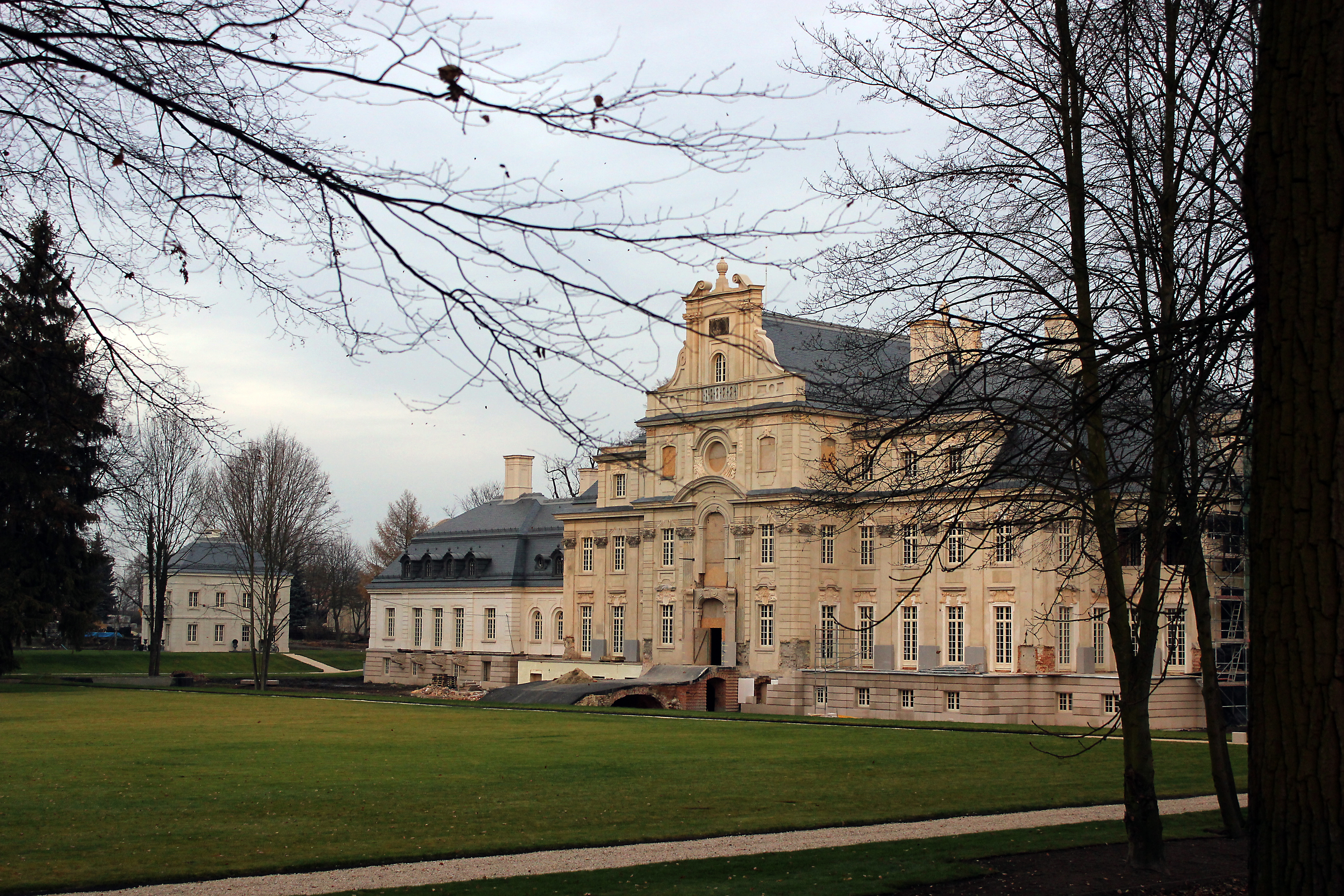
Strona zachodnia pałacu od strony parku w 2012 roku
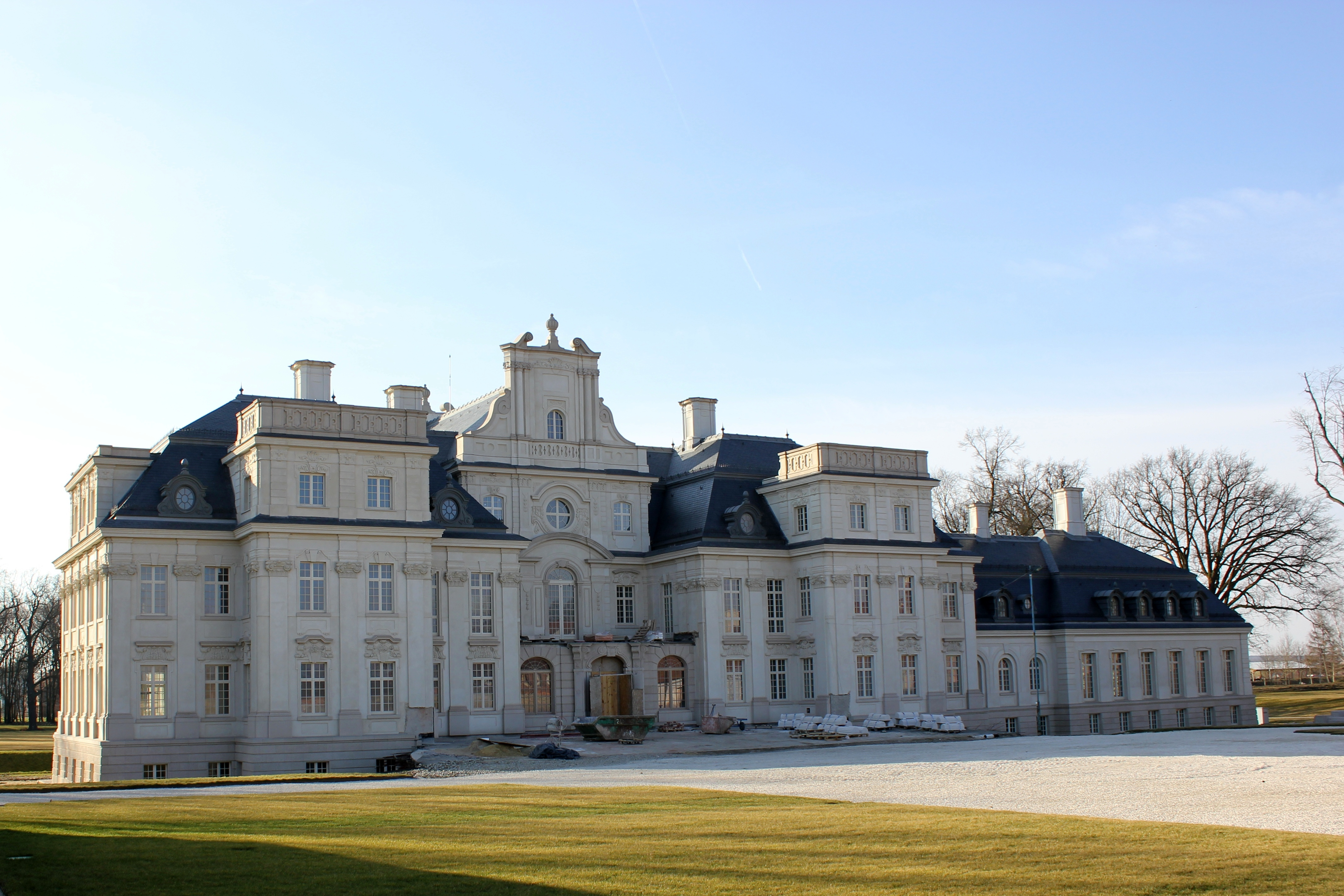
Pałac barokowy w Chróstniku – marzec 2015